# Анкудиновка (Ульяновская область)
Анкудиновка — деревня в Майнском районе Ульяновской области России. Входит в состав Игнатовского городского поселения.

## География
Деревня находится в центральной части Ульяновской области, в зоне хвойно-широколиственных лесов, в пределах Приволжской возвышенности, на правом берегу реки Березовки, на расстоянии примерно 11 километров (по прямой) к юго-юго-востоку от Майны, административного центра района. Абсолютная высота — 176 метров над уровнем моря.
Климат
Климат характеризуется как умеренно континентальный, с тёплым летом и умеренно холодной зимой. Среднегодовая температура воздуха — 4 — 4,2 °С. Средняя температура воздуха самого тёплого месяца (июля) — 19,5 °C ; самого холодного (января) — −11,8 °C. Среднегодовое количество атмосферных осадков составляет 310—460 мм, из которых большая часть (242—313 мм) выпадает в тёплый период.
Часовой пояс
Деревня Анкудиновка, как и вся Ульяновская область, находится в часовой зоне МСК+1. Смещение применяемого времени относительно UTC составляет +4:00.

## История
Анкудиновка возникла в конце 17 века. Названа по фамилии одного из её владельцев. В 19 веке Анкудиновка — центр удельного приказа Сызранского удельного имения, а после реформы 1861 года удельного ведомства — центр волости. В 1913 году имелась общественная мельница, а в 1924 году — школа первой ступени. В 1930 году организован колхоз имени Селезнева.

## Население
| 2010 |
| ---- |
| 128  |

Национальный состав
Согласно результатам переписи 2002 года, в национальной структуре населения русские составляли 90 % из 157 чел.

## Известные уроженцы
- Головачёва, Мария Николаевна — бригадир лесокультурной бригады. Герой Социалистического Труда.
- Анкудиновка родина Селезнева Якова Петровича — демобилизованного краснофлотца, активного комсомольца и депутата Сосновского сельсовета, павшего от рук кулаков. Его именем был назван колхоз в Анкудиновке[7].
- Анкудиновка родина Прудникова Ивана Николаевича, выпускника военного училища, героя гайдаровского очерка «У переправы»[7].